# Zinatra
Gli Zinatra erano un gruppo musicale hard rock/AOR olandese, attivo sul finire degli anni ottanta.

## Storia
Il gruppo degli Zinatra nacque nella provincia di Limburgo ed era formato da Joss Mennen alla voce, Gino Rarimassie alla chitarra, Sebastian Floris alla seconda chitarra, Ronald J. Lieberton al basso ed Ed Roxx alla batteria. Dopo un primo demo, la band ottenne un contratto discografico con l'etichetta sussidiaria della Phonogram, la NT Records, per la pubblicazione del loro primo disco, Zinatra, che è entrato al 98º posto nella classifica di vendite dei Paesi Bassi. L'album è stato anticipato dal singolo Love or Loneliness, che ha trascorso due mesi e mezzo nella Single Top 100, raggiungendo la 18ª posizione. Era prodotto Erwin Musper e vedeva Phil Collen dei Def Leppard come ospite. Complice del successo dell'album fu anche il tour europeo del 1988 come spalla fissa di David Lee Roth.
Visto il notevole successo dell'album, la band è stata posta sotto contratto dalla Mercury Records. Il chitarrista Sebastian Floris aveva intanto lasciato la band e fu sostituito dal tastierista Robbie Valentine (ex First Avenue ed ex Line) che compose anche i brani dell'album successivo. La Mercury Records si curò della pubblicazione nel mondo del secondo disco, The Great Escape, uscito nel 1990, che ha raggiunto la 72ª posizione nella classifica olandese. Nel 1990 furono in tour in Uruguay, dove erano completamente sconosciuti. Nel novembre di quell'anno un loro concerto a Montevideo, sostenuto da Moving Sound, un marchio del gruppo industriale Philips, scatenò un notevole entusiasmo tra gli appassionati. Il gruppo si sciolse l'anno seguente.

## Formazione
- Joss Mennen – voce
- Eddie Rokx – batteria
- Ron Lieberton – basso
- Gino Rerimassie – chitarra
- Robby Valentine – tastiera
- Sabastian Floris – chitarra

## Discografia

### Album in studio
- 1988 – Zinatra
- 1990 – The Great Escape

### Singoli
- 1988 – Somewhere
- 1988 – Love or Loneliness
- 1989 – Lookin' for Love
- 1990 – There She Was
- 1990 – Two Sides of Love
- 1990 – Love Never Dies